# خلاصه تاریخ افغانستان
| زمان میلادیباست.    | زمان هجری              | سلسله   | پادشاه      | رویدادها | پایتخت |
| ------------------- | ---------------------- | ------- | ----------- | --- | ------ |
| ۱۷۲۲ تا ۱۷۲۹ میلادی | ۱۱۳۵ تا ۱۱۴۲ هجری قمری | هوتکیان | میرویس خان  | در ابتدا میرویس خان هوتکی از قبیلهٔ غلجایی پشتون به تسلط گرگین حاکم گرجی الاصل ایران صفوی در سال ۱۷۰۹ میلادی در قندهار پایان داد و بعداً در سال ۱۷۱۷ میلادی در هرات نیز عبدالله خان ابدالی به تشکیل قبیله، پرداخت؛ پس از فوت میرویس هوتکی پسرش شاه محمود که در ۱۷۱۶ میلادی جانشین پدر شد به اصفهان پایتخت دولت صفویه ایران حمله برد و در ۱۷۲۲ شاه سلطان حسین صفوی را وادار به تسلیم نمود و خود به جای او به تخت سلطنت نشست. شاه محمود دو سال بعد بمرد و پسر کاکایش شاه اشرف بر تخت سلطنت جلوس کرد. اما به سلطنت او در اصفهان در ۱۷۲۹، به حکومت ابدالی در هرات در ۱۷۳۱ و به حکومت غلجایی قندهار در ۱۷۳۸ میلادی توسط نادرشاه افشار از افسران نیروهای شاهزاده طهماسب پسر شاه سلطان حسین صفوی پایان داده شد. | اصفهان |
| ۱۷۲۲ تا ۱۷۲۹ میلادی | ۱۱۳۵ تا ۱۱۴۲ هجری قمری | هوتکیان | محمود افغان | در ابتدا میرویس خان هوتکی از قبیلهٔ غلجایی پشتون به تسلط گرگین حاکم گرجی الاصل ایران صفوی در سال ۱۷۰۹ میلادی در قندهار پایان داد و بعداً در سال ۱۷۱۷ میلادی در هرات نیز عبدالله خان ابدالی به تشکیل قبیله، پرداخت؛ پس از فوت میرویس هوتکی پسرش شاه محمود که در ۱۷۱۶ میلادی جانشین پدر شد به اصفهان پایتخت دولت صفویه ایران حمله برد و در ۱۷۲۲ شاه سلطان حسین صفوی را وادار به تسلیم نمود و خود به جای او به تخت سلطنت نشست. شاه محمود دو سال بعد بمرد و پسر کاکایش شاه اشرف بر تخت سلطنت جلوس کرد. اما به سلطنت او در اصفهان در ۱۷۲۹، به حکومت ابدالی در هرات در ۱۷۳۱ و به حکومت غلجایی قندهار در ۱۷۳۸ میلادی توسط نادرشاه افشار از افسران نیروهای شاهزاده طهماسب پسر شاه سلطان حسین صفوی پایان داده شد. | اصفهان |
| ۱۷۲۲ تا ۱۷۲۹ میلادی | ۱۱۳۵ تا ۱۱۴۲ هجری قمری | هوتکیان | اشرف افغان  | در ابتدا میرویس خان هوتکی از قبیلهٔ غلجایی پشتون به تسلط گرگین حاکم گرجی الاصل ایران صفوی در سال ۱۷۰۹ میلادی در قندهار پایان داد و بعداً در سال ۱۷۱۷ میلادی در هرات نیز عبدالله خان ابدالی به تشکیل قبیله، پرداخت؛ پس از فوت میرویس هوتکی پسرش شاه محمود که در ۱۷۱۶ میلادی جانشین پدر شد به اصفهان پایتخت دولت صفویه ایران حمله برد و در ۱۷۲۲ شاه سلطان حسین صفوی را وادار به تسلیم نمود و خود به جای او به تخت سلطنت نشست. شاه محمود دو سال بعد بمرد و پسر کاکایش شاه اشرف بر تخت سلطنت جلوس کرد. اما به سلطنت او در اصفهان در ۱۷۲۹، به حکومت ابدالی در هرات در ۱۷۳۱ و به حکومت غلجایی قندهار در ۱۷۳۸ میلادی توسط نادرشاه افشار از افسران نیروهای شاهزاده طهماسب پسر شاه سلطان حسین صفوی پایان داده شد. | اصفهان |

| تشکیل دولتی مستقل در خراسان توسط احمد شاه درانی |                                                         |                  | |
| زمان میلادی                                     | زمان هجری                                               | پادشاه/رئیس‌جمهور | رویدادها |
| ۱۷۴۷ تا ۱۷۷۳ میلادی                             | ۱۱۶۰ تا ۱۱۸۷ هجری قمری                                  | احمد شاه درانی   | - ۱۵/۷/۱۷۴۷ اعلان پادشاهی احمدشاه ابدالی بر خراسان شرقی - اکتبر ۱۷۴۷ پیر سید صابر شاه کابلی در زیارت شیر سرخ قندهار دستار بر سر احمد شاه درانی گذاشت او را به حیث پادشاه قانونی اعلان کرد. - ژانویه ۱۷۴۸ نیروهای افغان به رهبری احمد شاه درانی شهر لاهور را از حاکم مغولی آن تصرف و خارج کردند. - مارس ۱۷۴۸ قوای احمد شاه درانی در نزدیکی‌های مانیپور پنجاب به شکست مواجه و به‌طرف شهر قندهار عقب‌نشینی کردند. - ۲۱/۱۰/۱۷۵۱ احمد شاه درانی برای انجام سومین حمله بر هند به شهر پیشاور رسید. - ۶/۳/۱۷۵۲ جنگ میان سپاه افغان و قوای میرمنو در اطراف شهر لاهور رخ داده و نیروهای افغان به پیروزی دست یافتند. - ۱۰/۳/۱۷۵۲ نیروهای افغان شهر لاهور را تصرف کردند. - ۱۵/۱۲/۱۷۵۶ احمد شاه درانی برای چهارمین بار با قوای عظیم اش بسوی شهر لاهور در حرکت شدند. - ۲۲/۱/۱۷۵۷ نیروهای احمد شاه درانی در اطراف شهر دهلی موضع گرفتند. - ۲۸/۱/۱۷۵۷ احمد شاه درانی و نیروهایش به شهر دهلی داخل شدند و عالمگیر دوم امپراتور مغول از آن‌ها استقبال نمود. - ۱/۲/۱۷۵۷ احمد شاه درانی فرمان صادر کرده و در آن خواستار تأمین امنیت و حفظ جان و مال اهالی دهلی شد. - ۱/۲/۱۷۵۷ نیروهای احمد شاه مقاومت مردم مرهته را درهم شکستاندند. - ۲/۲/۱۷۵۷ نیروهای احمد شاه درانی شهر فریدآباد مرکز قوای مرهته را به آتش کشیدند. - اکتبر ۱۷۵۹ احمد شاه درانی و نیروهایش برای پنجمین بار قصد حمله به هند را نمودند. - ۲۵/۱۰/۱۷۵۹ احمد شاه درانی و نیروهایش دریای سند را عبور کرده وارد پنجاب شدند. - ۵/۳/۱۷۶۰ قلعه نظامی هندی‌ها در علیگره بدست قوای احمد شاه درانی سقوط کرد. - ۱۴/۱/۱۷۶۱ قوای مرهته در پانی پت شکست فاحش خورده و شهر بدست نیروهای احمد شاه سقوط نمود. - اکتبر ۱۷۶۴ احمد شاه درانی برای هفتمین بار افغانستان را به قصد لاهور و هند ترک نمود. - ۲۱/۱۲/۱۷۶۶ نیروهای افغان، شهر فیصل آباد را تصرف نمودند. - ۲۶/۵/۱۷۶۷ نیروهای افغان به سرپرستی سردار جهان خان مقاومت سیک‌ها و متحدین آن‌ها را در نقاط مختلف پنجاب درهم شکسته و درین مناطق حاکم شدند. |
| ۱۷۷۳ تا ۱۷۹۳ میلادی                             | ۱۱۸۷ تا ۱۲۰۸ هجری قمری                                  | تیمور شاه درانی  | - ۲۳/۱۰/۱۷۷۵ احمد شاه درانی در شهر قندهار وفات نموده و پسرش تیمور شاه به سلطنت رسید. - ۱۷۷۵ پایتخت افغانستان از شهر قندهار به کابل انتقال یافت. - ۱۹/۵/۱۷۹۳ تیمورشاه درانی پادشاه افغانستان در بالاحصار کابل وفات یافت. |
| ۱۷۹۳ تا ۱۸۰۱ میلادی                             | ۱۲۰۸ تا ۱۲۱۶ هجری قمری                                  | زمان شاه         | - ۲۳/۵/۱۷۹۳ شاه زمان به حیث پادشاه افغانستان انتخاب شد. |
| ۱۸۰۱ تا ۱۸۰۳ میلادی                             | ۱۲۱۶ تا ۱۲۱۸ هجری قمری                                  | شاه محمود        | - ۲۵/۷/۱۸۰۱ شاه محمود شاه زمان را دستگیر و او را کور نموده خود بر چوکی سلطنت تکیه زد. - ۴/۶/۱۸۰۳ درگیری شدیدی میان اهالی سنی مذهب و شیعه مذهب شهر کابل بوقوع پیوست. |
| ۱۸۰۳ تا ۱۸۰۹ میلادی                             | ۱۲۱۸ تا ۱۲۲۴ هجری قمری                                  | شاه شجاع درانی   | - ۱۳/۷/۱۸۰۳ شاه شجاع به کابل رسید و خود را پادشاه مشروع افغانستان اعلان نمود. - ۱۷/۶/۱۸۰۹ معاهده سه فقره‌ای دوستی بین شاه شجاع و مونت‌استوارت الفنستون نماینده وقت بریتانیا در پیشاور به امضا رسید. - ۳/۲/۱۸۱۰ شاه شجاع از افغانستان فرار کرده و خویش را تسلیم رانجیت سینگ حکمران وقت پنجاب نمود. |
| ۱۸۰۹ تا ۱۸۱۸ میلادی                             | ۱۲۲۴ تا ۱۲۳۳ هجری قمری                                  | شاه محمود        | - ۱۸۱۸ کشته شدن وزیر فتح خان |
| ۱۸۲۶ تا ۱۸۳۹ میلادی                             | ۱۲۴۲ تا ۱۲۵۵ هجری قمری                                  | دوست‌محمدخان      | - ۱۸۱۸–۱۸۳۵ جنگ داخلی و تقسیم شدن کشور به سردار نشینها - اکتبر ۱۸۲۶ امیر دوست محمدخان شهر کابل را تصرف نمود. - ۴/۹/۱۸۲۸ شاه محمود پادشاه افغانستان وفات نمود. - ۱۸۳۵ امیر دوست محمدخان اعلان پادشاهی و خود را امیرالمؤمنین خواند. - ۲۰/۹/۱۸۳۷ الکساندر برنس به حیث نماینده گورنر جنرال بریتانیایی مستقر در هند به کابل آمد. - ۱۸۳۷ ورود ویتکوویچ نمایندهٔ روسیه به کابل - ۲۶/۶/۱۸۳۸ معاهده هفده ماده‌ای مابین نماینده حکومت بریتانیا و شاه شجاع درانی و رانجیت سینگ در لاهور به امضا رسید. - ۹/۹/۱۸۳۸ هرات محاصره ایرانی‌ها را درهم شکست. - ۱/۱۰/۱۸۳۸ جنرال لارد آکلند بریتانیایی در سمله فرمان جنگ در برابر افغانستان را صادر نمود. - ۱۸۳۸–۱۸۴۲ جنگ اول افغان و انگلیس - ژوئیه ۱۸۳۹ امیر دوست محمدخان با قوایش به‌طرف بامیان عقب‌نشینی کرد. |
| ۱۸۳۹ تا ۱۸۴۳ میلادی                             | ۱۲۵۵ تا ۱۲۵۸ هجری قمری                                  | شاه شجاع درانی   | - ۲۸/۴/۱۸۳۹ شاه شجاع برای بار دوم خود را پادشاه اعلان نموده و در قندهار به تخت سلطنت نشست. - ۶/۸/۱۸۳۹ شاه شجاع با قوای انگلیس وارد شهر کابل شد. - ۱۵/۱۰۱۸۴۰ عساکر انگلیسی قریه‌جات سمت شمال کابل را طعمه آتش کردند. - ۵/۱۱/۱۸۴۰ امیر دوست محمد تسلیم انگلیس‌ها شد. - ۲/۱۱/۱۸۴۱ مجاهدین افغان با یک حمله غافلگیرانه به قشون انگلیس در بالاحصار کابل شبیخون زدند. - ۲۳/۱۲/۱۸۴۱ جلسه‌ای بین رهبران افغان و انگلیس در کابل دایر شد و طی آن ویلیام مکناتن سفیر وقت بریتانیا در کابل توسط وزیراکبرخان به هلاکت رسید. - ۱/۱/۱۸۴۲ معاهده هجده ماده‌ای میان رهبران افغان و انگلیس به امضا رسید. - ۶/۱/۱۸۴۲ قوای متجاوزگر انگلیس آماده ترک کابل شدند. - ۱۴/۱/۱۸۴۲ قوای انگلیس به هنگام خروج از کابل مورد هجوم مجاهدین افغان قرار گرفته و به جز از یک تن آن‌ها بنام دکتر برایدن متباقی همه کشته شدند. - ۵/۴/۱۸۴۲ شاه شجاع توسط یکی از رهبران مجاهدین افغان در منطقه سیاه سنگ کابل به قتل رسید. |
| ۱۸۴۳ تا ۱۸۶۳ میلادی                             | ۱۲۵۸ تا ۱۲۷۹ هجری قمری                                  | دوست محمدخان     | - ژانویه ۱۸۴۳ بازگشت امیر دوست محمد خان به افغانستان - ۱۸۴۸ لشکرکشی امیر دوست محمد خان بیاری سکهان پنجاب - ۳۰/۳/۱۸۵۵ قرارداد دوستی میان افغانستان و انگلیس در سه ماده در شهر پیشاور به امضا رسید. - ۱۸۵۶ لشکرکشی ایرانیان به هرات و اعلان جنگ انگلستان با آن - ۱۸۵۶ الحاق قندهار به متصرفات امیر دوست محمد خان - ۲۶/۱/۱۸۵۷ امضای معاهده همکاری بین امیر و انگلستان - ۲۷/۵/۱۸۶۳ شهر هرات بعد از ماه‌ها محاصره بدست قوای دوست محمدخان سقوط کرد و مقبره هری توسط قوای این شخص ویران گردید. - ۹/۶/۱۸۶۳ امیر دوست محمد در هرات وفات یافت. |
| ۱۸۶۳ تا ۱۸۶۷ میلادی                             | ۱۲۷۹ تا ۱۲۸۴ هجری قمری                                  | شیرعلی‌خان        | - ۱۲/۶/۱۸۶۳ امیر شیرعلی خان زمام قدرت را بدست گرفت. |
| ۱۸۶۷ میلادی                                     | ۱۲۸۴ هجری قمری                                          | محمد افضل خان    | - ۱۸۶۷ شکست امیر شیرعلی‌خان در جنگ برادران و تخت‌نشینی امیر محمد افضل خان - ۷/۱۰/۱۸۶۷ امیر محمد افضل خان در کابل وفات یافت. |
| ۱۸۶۷ تا ۱۸۶۸ میلادی                             | ۱۲۸۴ تا ۱۲۸۵ هجری قمری                                  | محمد اعظم خان    | - ۱۸۶۷ محمد اعظم خان به پادشاهی رسید. - ۱۸۶۸ سفر سید جمال الدین افغانی به کابل |
| ۱۸۶۸ تا ۱۸۷۹ میلادی                             | ۱۲۸۵ تا ۱۲۹۶ هجری قمری                                  | شیرعلی‌خان        | - ۷/۹/۱۸۶۸ قوای شیر علی خان در نواحی شش گاو کابل بر نیروهای محمد اعظم خان پیروز شده و شیر علی خان بار دوم به حیث پادشاه افغانستان قرار گرفت. - مارس ۱۸۶۹ ملاقات با لارد مایو و ویسرای هند در امباله - ۱۸۷۲ صدور قرار حاکمیت انگلستان در مسئله سیستان - سپتمبر ۱۸۷۳ کنفرانس سمله بین سید نور محمد شاه ویسرای هند - ۱۸۷۳ اعلان ولایتعهدی شهزاده عبدالله - ۱۸۷۳ آغاز نشر جریدهٔ شمس النهار - ۱۸۷۴ زندانی شدن شهزاده محمد یعقوب خان - ۱۸۷۶ تصرف انگلستان بر کویته - ۱۸۷۷ کنفرانس پیشاور بین سید نور حمد شاه و نمایندگان ویسرا - ژوئیه ۱۸۷۸ ورود هیئت روسی به ریاست جنرال ستولیتوف به کابل - ۱۳/۶/۱۸۷۸ امضای معاهده برلین با شرکت روسیه و انگلستان - سپتمبر ۱۸۷۸ بازگرداندن هیئت انگلیس از سرحد خیبر - ۲/۱۱/۱۸۷۸ اتمام حجت ویسرا به امیر شیرعلی‌خان - ۱۸۷۸–۱۸۸۰ جنگ دوم افغان و انگلیس - ۲۱/۱۱/۱۸۷۸ نیروهای بریتانیایی از سه استقامت بالای افغانستان حمله کرده و جنگ دوم افغان و انگلیس آغاز شد. - ۱۳/۱۲/۱۸۷۸ حرکت امیر شیر علیخان بسوی مزار شریف - ۸/۱/۱۸۷۹ قوای انگلیس به قوماندانی جنرال استورات شهر قندهار را تصرف کردند. - ۲۱/۲/۱۸۷۹ امیر شیرعلی‌خان در مزار شریف وفات یافت. |
| ۱۸۷۹ تا ۱۸۸۰ میلادی                             | ۱۲۹۶ تا ۱۲۹۷ هجری قمری                                  | محمد یعقوب خان   | - مارس ۱۸۷۹ محمد یعقوب خان از محبس رها و در کابل به پادشاهی رسید. - ۲۸/۵/۱۸۷۹ معاهده ننگین گندمک بین یعقوب خان و لوئیس کیوناری به امضا رسید. - ۳۰/۵/۱۸۷۹ معاهده گندمک از طرف وایسرای بریتانیایی تصدیق شد. - ۲۴/۷/۱۸۷۹ رسیدن کیوناری سفیر انگلیس به کابل - ۳/۹/۱۸۷۹ اهالی شهر کابل علیه انگلیس‌ها قیام کرده و کیوناری سفیر وقت انگلیس را به قتل رساندند. - ۱۴/۹/۱۸۷۸ تعرض قوای انگلیس از کرم بسوی کابل - ۲۱/۹/۱۸۷۹ رسیدن قوای جنرال رابرتس به لوگر - ۶/۱۰/۱۸۷۹ جنگ چهار آسیاب - ۷/۱۰/۱۸۷۹ رسیدن نیروی رابرتس به کابل - ۱۲/۱۰/۱۸۷۹ امیر محمد یعقوب استعفایش را به نماینده انگلیس پیشنهاد کرد. - ۱۷/۱۰/۱۸۷۹ انفجار قوی در داخل بالاحصار کابل رخ داد و شمار زیادی از قشون بریتانیایی کشته شدند. - ۱/۱۲/۱۸۷۹ امیر یعقوب خان از سلطنت خلع و توسط انگلیس‌ها به هند فرستاده شد. - ۲/۱۲/۱۸۷۹ جنگ چهاردهی و شکست رابرتس - ۲۳/۱۲/۱۸۷۹ یورش ناکام مجاهدین بر شیرپور - فوریه ۱۸۸۰ داخل شدن سردار عبدالرحمن خان بخاک افغانستان |
| ۱۸۸۰ تا ۱ اکتبر ۱۹۰۱ میلادی                     | ۱۲۵۹ تا ۹ میزان ۱۲۸۰ هجری شمسی / ۱۲۹۷ تا ۱۳۱۹ هجری قمری | عبدالرحمن خان    | - ۲۲/۷/۱۸۸۰ عبد الرحمن خان در شهر چاریکار اعلان پادشاهی کرد. - ۲۲/۷/۱۸۸۰ مراسم پادشاهی عبدالرحمن خان در کابل دایر شد. - ۲۷/۷/۱۸۸۰ جنگ میوند به رهبری محمد ایوب خان با لشکر انگلیس به رهبری جنرال باروز شروع شد و درین جنگ نیروهای مردمی افغان انگلیس‌ها را شکست فاحش دادند. - ۳۱/۷/۱۸۸۰ نامه گریفن نماینده انگلیس عنوان امیر راجع به مناسبات انگلستان با او - ۱/۹/۱۸۸۰ رسیدن رابرتس به قندهار و شکست سردار محد ایوب خان - آوریل ۱۸۸۱ بیرون شدن آخرین دسته نیروی انگلیس از قندهار - ۲۲/۹/۱۸۸۱ جنگ چهل زینه بین امیر عبدالرحمن خان و سردار محمد ایوب خان - ۱۸۸۲–۱۸۹۲ شورش شینواری‌ها - ۱۸۸۵–۱۸۸۷ تعیین سرحد شمالی افغانستان از آمودریا تا هریرود - ۳۰/۳/۱۸۸۵ جنگ شدید میان سربازان افغان و قوای روس در پنجده درگرفت و آن ناحیه از تصرف افغان‌ها خارج شد. - مارچ-آوریل ۱۸۸۵ مسافرت امیر به هند و ملاقات با ویسرا - ۱۸۸۶–۱۸۸۸ شورش غلجائیان - ۱۸۸۸ عسیان سردار محمد اسحق خان - ۱۸۹۱–۱۸۹۴ شورش هزاره جات - ۱۲/۱۱/۱۸۹۳ انگلیس ها عبدالرحمن خان را مجبور به امضای معاهدهٔ ننگین دیورند میان امیر عبدالرحمن خان و دیورند کردند. - ۱۸۹۵ مسافرت سردار نصرالله خان به لندن - جون ۱۸۹۵ قوای امیر عبدالرحمن خان به قیادت سپه سالار غلام حیدرخان به مناطق کافرستان حمله کردند. - ۱۶/۱/۱۸۹۶ امیر عبدالرحمن خان بخاطر فتح کافرستان (نورستان فعلی) روزی جشن شادی بر پا کرد. - ۱۸۹۶ تعیین سرحد واخان - ۱/۱۰/۱۹۰۱ امیر عبدالرحمن خان در باغ بالا کابل وفات یافت. |
| ۱ اکتبر ۱۹۰۱ تا ۲۰ فوریه ۱۹۱۹ میلادی            | ۹ میزان ۱۲۸۰ تا ۳۰ دلو ۱۲۹۷ هجری شمسی                   | حبیب‌الله شاه     | - ۳/۱۰/۱۹۰۱ حبیب‌الله پسر ارشد عبدالرحمن خان پادشاه افغانستان شد. - ۱۹۰۳ تأسیس مکتب حبیبیه - ۱۹۰۴ مسافرت شهزاده عنایت الله خان به هند - نوامبر ۱۹۰۴ مسافرت هیئت دین به کابل - ۲۱/۳/۱۹۰۵ قراردادی میان افغانستان و دولت بریتانیا که بنام معاهدهٔ خال شهرت یافت در کابل امضا شد. - ۱۰/۴/۱۹۰۵ قرار هیئت حاکمیت انگلیس در مورد سرحد سیستان - ۱۱/۱/۱۹۰۶ اولین شماره جریدهٔ سراج الاخبار منتشر شد. - ۱۹۰۷ مسافرت امیر حبیب‌الله خان به هند - ۳۱/۸/۱۹۰۷ امضای مقاوله نامه روس و انگلیس راجع به مناطق نفوذشان در آسیای میانه - ۱۹۰۹ گرفتاری مشروطه خواهان و اعدام عده‌ای از ایشان - ۱۹۱۰ تمدید خط تلفن بین کابل و جلال‌آباد - ۱۹۱۱ تأسیس جریده سراج الاخبار دوم توسط محمود طرزی - ۱۹۱۲ شورش قیلهٔ منگل - ۲۴/۸/۱۹۱۴ اعلان بی‌طرفی افغانستان در جنگ اول جهانی - ۲۱/۱۰/۱۹۱۴ اعلامیه بیطرفی افغانستان در جنگ اول جهانی صادر گردید. - ۲۲/۸/۱۹۱۵ هیئت آلمانی-ترکی بخاطر کشاندن افغانستان به جنگ جهانی وارد هرات شدند. - ۲۶/۹/۱۹۱۵ ورود هیئت آلمانی-ترکی به کابل - ۲۴/۱/۱۹۱۶ امیر حبیب‌الله پادشاه افغانستان پیمان بیطرفی کشور را در جنگ دوم جهانی امضا کرد. - ۸/۷/۱۹۱۸ حکومت بریتانیا به امیر حبیب‌الله اطلاع داد که مبلغ ده میلیون کالدار به رسم پاداش که شاه اعلام بیطرفی در جنگ کرده بود پرداخت می‌شود. - ۲/۲/۱۹۱۹ شرکت افغانستان در کنفرانس صلح - ۲۰/۲/۱۹۱۹ امیر حبیب‌الله پادشاه افغانستان در کله گوش ولایت لغمان توسط شخص ناشناس به قتل رسید. - ۲۱/۲/۱۹۱۹ سردار نصرالله خان برادر امیر حبیب‌الله در جلال‌آباد خود را پادشاه اعلان افغانستان اعلان نمود. |
| ۲۱ فوریه ۱۹۱۹ تا ۱۴ ژانویه ۱۹۲۹ میلادی          | ۱ حوت ۱۲۹۷ تا ۲۴ جدی ۱۳۰۷ هجری شمسی                     | امان‌الله شاه     | - ۲۱/۲/۱۹۱۹ امان‌الله پسر حبیب‌الله در کابل اعلان پادشاهی کرد. - ۲۴/۲/۱۹۱۹ امیر امان‌الله خان در جمعی از اهلی شهر کابل ظاهر شده و استقلال افغانستان را اعلان کرد. - ۲۸/۲/۱۹۱۹ نصرالله خان در نامه‌ای از ادعا پادشاهی صرف نظر کرد و با امان‌الله خان بیعت نمود. - ۳/۳/۱۹۱۹ نامه امان‌الله شاه به ویسرای هند راجع به استقلال تام افغانستان - مارس ۱۹۱۹ تشکیل کابینه - ۷/۴/۱۹۱۹ پیام امان‌الله شاه عنوانی کشورهای شوروی، جاپان، آمریکا، فرانسه، ایران و ترکیه - ۱۳/۴/۱۹۱۹ اعلان رسمی استقلال و وعده اصلاحات - ۴/۵/۱۹۱۹ سومین جنگ افغان و انگلیس که به جنگ استقلال مشهور است آغاز گردید. - ۲۶/۵/۱۹۱۹ بمباران کابل توسط طیارات انگلیس - ۲۸/۵/۱۹۱۹ جنگ تل - ۲۸/۵/۱۹۱۹ قوای انگلیس و افغان به آتش‌بس توافق کردند. - ۲۹/۵/۱۹۱۹ تصرف انگلیسان بر قلعه جدید سپین بولدک - ۳/۷/۱۹۱۹ متارکه میان افغان و انگلیس اعلام گردید. - ۸/۸/۱۹۱۹ معاهده صلح میان افغانستان و حکومت بریتانیا در شهر راولپندی امضا گردید. - اکتبر ۱۹۱۹ ورود هیئت معرفی افغانستان بریاست محمد ولی خان به مسکو - ۱۷ آوریل - ۲۴ ژوئیه ۱۹۲۰ کنفرانسی میان هیئت افغان و بریتانیایی در میسوری آغاز شد. - ۱۹۲۰ ورود مهاجرین هندی به افغانستان - ۱۸/۹/۱۹۲۰ امان‌الله خان اولین پیام تلگرامی اش را توسط ماشینی که از طرف شوروی برایش هدیه داده شده بود به لنین فرستاد. - ۱۹۲۰ فرستادن نیروی کمکی افغانستان به بخارا - ۱۹۲۱ پناه گزینی پادشاه بخارا در افغانستان - ۲۸/۲/۱۹۲۱ معاهده دوستی بین افغانستان و شوروی در مسکو به امضا رسید. - ۱۰/۴/۱۹۲۳ اولین قانون اساسی افغانستان که بنام نظامنامه اساسی دولت افغانستان یاد می‌شد از طرف لویه جرگه در جلال‌آباد به تصویب رسید. - ۱۰/۴/۱۹۲۳ تأسیس وزارت مختاری فرانسه در کابل - دسامبر ۱۹۲۳ تأسیس وزارت مختاری آلمان در کابل - ۱۹۲۴ تأسیس لیسه امانی - ۱۹۲۴ شورش قبیله منگل - می۱۹۲۴ قیامی در شهر خوست به رهبری ملا عبدالله مشهور به ملالنگ علیه حکومت امان‌الله خان آغاز شد. - ۳۰/۱/۱۹۲۵ رهبران قیام خوست به شمول ملا لنگ از طرف افراد وفادار به امان‌الله خان دستگیر شدند. - ۷/۶/۱۹۲۶ اختیار لقب شاه از جانب امیر امان‌الله خان - ۱۵/۸/۱۹۲۶ تصفیه اختلاف سرحدی درقد با شوروی - ۱۹۲۶ رایج شدن پول افغانی و سیستم متری - ۵/۵/۱۹۲۷ اولین شماره جریدهٔ انیس در کابل انتشار یافت. - ۱۰/۱۲/۱۹۲۷ آغاز مسافرت امان‌الله شاه بخارج - ۲۰/۶/۱۹۲۸ بازگشت امان‌الله شاه به افغانستان - ژوئیه ۱۹۲۸ اعلان اصلاحات تازه از جانب شاه - ۲۹/۸/۱۹۲۸ لویه جرگه توسط امان‌الله خان در پغمان افتتاح شد. - ۲/۹/۱۹۲۸ تصویب قانون اساسی جدید و بیرق سه رنگ در آخرین جلسه جرگه - سپتمبر-اکتبر ۱۹۲۸ بیانیه شاه امان‌الله در باغ ستور - ۱۴/۱۱/۱۹۲۸ آغاز شورش قبیله شینواري - ۱۴/۱۲/۱۹۲۸ افراد حبیب‌الله کلکانی (بچه سقا) به کابل حمله کردند. - ۵/۱/۱۹۲۹ اعلان الغای اصلاحات - ۱۴/۱/۱۹۲۹ امان‌الله خان از مقام سلطنت استعفا و به جای او معین السلطنه عنایت الله خان اداره امور را بدست گرفت. |
| ۱۴ ژانویه ۱۹۲۹ تا ۱۷ ژانویه ۱۹۲۹میلادی          | ۲۴ جدی ۱۳۰۷ تا ۲۷ جدی ۱۳۰۷ هجری شمسی                    | عنایت الله شاه   | - ۱۴–۱۷ ژانویه ۱۹۲۹ پادشاهی عنایت الله خان - ۱۷/۱/۱۹۲۹ عنایت الله خان بعد از سه روز پادشاهی استعفا داد. |
| ۱۷ ژانویه ۱۹۲۹ تا ۱۹ فوریه ۱۹۲۹میلادی           | ۲۷ جدی ۱۳۰۷ تا ۳۰ ثور ۱۳۰۷ هجری شمسی                    | علی احمد خان     | - ۱۷ ژانویه ۱۹۲۹ تا ۱۹ فوریه ۱۹۲۹ پادشاهی علی احمد خان - ۱۹/۲/۱۹۲۹ علی احمد خان در جگدلک شکست خورد و حبیب الله کلکانی (بچه سقا) بر تخت نشست - ۲۸/۲/۱۹۲۹ علی احمد خان به پیشاور رسید |
| ۱۹ فوریه ۱۹۲۹ تا ۲۳ ژوئن ۱۹۲۹ میلادی            | ۳۰ ثور ۱۳۰۷ تا ۲ سرطان ۱۳۰۸ هجری شمسی                   | حبیب‌الله کلکانی  | - ۱۸/۱/۱۹۲۹ ارگ شاهی توسط افراد حبیب‌الله کلکانی تصرف شد. - ۱۸/۱/۱۹۲۹ حبیب‌الله کلکانی (بچه سقا) به حیث پادشاه افغانستان به تخت سلطنت نشست. - ۲۰/۱/۱۹۲۹ اعلان پادشاهی علی احمد خان در جلال‌آباد - ۲۰/۲/۱۹۲۹ امیر حبیب‌الله کلکانی اولین بیانیه اش را به حیث پادشاه افغانستان در داخل ارگ ایراد نمود. - ۲۸/۲/۱۹۲۹ رسیدن علی احمد خان به پیشاور - ۸/۳/۱۹۲۹ محمد نادرشاه هند بریتانیایی را به قصد افغانستان ترک نمود و به پکتیا داخل شد. - ۲۶/۳/۱۹۲۹ امان‌الله خان با قوای پانزده هزار نفری قندهار را به قصد کابل ترک کرد. - ۱۵/۴/۱۹۲۹ جنگ سختی میان قوای امان‌الله خان و طرفداران حبیب‌الله کلکانی در نزدیک غزنی درگرفت نیروی امان‌الله شاه شکست خورد. - ۲۳/۵/۱۹۲۹ امان‌الله خان پادشاه مخلوع افغانستان از کشور بیرون شد. - ۲۳/۵/۱۹۲۹ اعلان پادشاهی علی احمد خان در قندهار - ۳/۶/۱۹۲۹ تصرف قوای حبیب‌الله بر قندهار - ۷/۸/۱۹۲۹ اولین جریدهٔ اصلاح منتشر شد. - ۱۱/۱۰/۱۹۲۹ رسیدن قوای شاه ولی خان به کابل - ۱۳/۱۰/۱۹۲۹ قوای محمد نادر در کوه‌های اطراف کابل سنگر گرفته ارگ را گلوله‌باران کردند. - ۱۴/۱۰/۱۹۲۹ ارگ شاهی در محاصره طرفداران نادر خان درآمد. - ۱۵/۱۰/۱۹۲۹ امیر حبیب‌الله کلکانی کابل را به قصد شمالی ترک نمود. |
| ۲۳ ژوئن ۱۹۲۹ تا ۳ ژوئیه ۱۹۲۹                    | ۲ سرطان ۱۳۰۸ تا ۱۲ سرطان ۱۳۰۸ هجری شمسی                 | علی احمد خان     | - ۲۳/۵/۱۹۲۹ امان‌الله خان پادشاه مخلوع افغانستان از کشور بیرون شد و سلطنت را به علی احمد خان واگذاشت - ۲۳/۵/۱۹۲۹ مولوی عبدالواسع قندهاری خطبه سلطنت علی احمد خان شاغاسی را در قندهار ایراد نمود - ۲۳/۵/۱۹۲۹ علی احمد خان شاغاسی وزیر عبدالعزیز خان بارکزائی سابق وزیر حرب را صدراعظم مقرر کرد - ۳/۶/۱۹۲۹ قوای حبیب‌الله قندهار تصرف علی احمد خان و مولوی عبدالواسع قندهاری را دست و پا زولانه به کابل بردند - ۱۱/۶/۱۹۲۹ حبیب‌الله کلکانی (بچه سقا) علی احمد خان شاغاسی و مولوی عبدالواسع قندهاری را در کابل به دهنه توپ بستند |
| ۳ ژوئیه ۱۹۲۹ تا ۱۵ اکتبر ۱۹۲۹ میلادی            | ۱۲ سرطان ۱۳۰۸ تا ۲۳ میزان ۱۳۰۸ هجری شمسی                | حبیب‌الله کلکانی  | - ۳/۶/۱۹۲۹ تصرف قوای حبیب‌الله بر قندهار - ۳/۶/۱۹۲۹ قوای حبیب‌الله قندهار تصرف علی احمد خان و مولوی عبدالواسع قندهاری را دست و پا زولانه به کابل بردند - ۱۱/۶/۱۹۲۹ حبیب‌الله کلکانی (بچه سقا) علی احمد خان شاغاسی و مولوی عبدالواسع قندهاری را در کابل به دهنه توپ بستند - ۱۳/۱۰/۱۹۲۹ قوای محمد نادر در کوه‌های اطراف کابل سنگر گرفته ارگ را گلوله‌باران کردند. - ۱۴/۱۰/۱۹۲۹ ارگ شاهی در محاصره طرفداران نادر خان درآمد. - ۱۵/۱۰/۱۹۲۹ امیر حبیب‌الله کلکانی کابل را به قصد شمالی ترک نمود. |
| ۱۵ اکتبر ۱۹۲۹ تا ۸ نوامبر ۱۹۳۳ میلادی           | ۲۳ میزان ۱۳۰۸ تا ۱۷ عقرب ۱۳۱۲ هجری شمسی                 | محمد نادرشاه     | - ۱۵/۱۰/۱۹۲۹ محمد نادرخان طی مراسمی به حیث پادشاه افغانستان تعین شد. - ۱۷/۱۰/۱۹۲۹ محمد نادرشاه امر حمله به شمالی را صادر نمود. - اکتبر ۱۹۲۹ درخواست محمد نادرشاه از حبیب‌الله کلکانی جهت تسلیم نمودنش به حکومت که شامل بخشش حبیب‌الله کلکانی می‌شد البته تسلیم شدن کلکانی با پادرمیانی کابل و امضا نادر خان بالای قرآن کریم صورت گرفت. اما به وعده وفا نشد. - ۳/۱۱/۱۹۲۹ حبیب‌الله کلکانی که خود را تسلیم نموده بود با عده‌ای از یارانش در داخل ارگ شاهی اعدام شد. - ۱۴/۱۱/۱۹۲۹ کابینه جدید افغانستان به صدارت محمد هاشم خان تشکیل گردید. - آوریل ۱۹۳۰ محاکمهٔ محمد ولی خان وکیل - ژوئیه ۱۹۳۰ شورش کوهدامن - انعقاد لویه جرگه - ۲۴/۶/۱۹۳۱ معاهدهای بنام بیطرفی و عدم تجاوز متقابله میان افغانستان و شوروی در نه ماده در کابل به امضا رسید. - ژوئیه ۱۹۳۱ تأسیس انجمن ادبی - ۳۱/۱۰/۱۹۳۱ قانون اساسی افغانستان که بنام اصول اساسی دولت افغانستان یاد می‌شد در یکصد و ده ماده به تصویب رسید. - ۱۹۳۱ شورش ابراهیم بیگ لقی و اخراج او از افغانستان - ۱۶/۷/۱۹۳۲ افتتاح شورای ملی - ۲۴/۸/۱۹۳۲ تقسیمات جدید اداری افغانستان اعلان گردید و کشور به پنج واحد بزرگ وچهار واحد کوچک تقسیم گردید. - ۸/۱۱/۱۹۳۲ اعدام غلام نبی خان - ۱۹۳۲ تأسیس فاکولته طب - ۱۹۳۳ تکمیل کار سرک درهٔ شکاری - ۶/۶/۱۹۳۳ کشته شدن سردار محمد عزیز خان در برلین - ۱۶/۹/۱۹۳۳ اعدام محمد ولی خان و عده دیگر از روشنفکران - ۸/۱۱/۱۹۳۳ محمد نادرشاه پادشاه افغانستان توسط متعلمی بنام عبدالخالق به قتل رسید. |
| ۸ نوامبر ۱۹۳۳ تا ۲۴ اگوست ۱۹۷۳ میلادی           | ۱۷ عقرب ۱۳۱۲ تا ۲ سنبله ۱۳۵۲ هجری شمسی                  | محمد ظاهرشاه     | - نوشتار اصلی: رویدادهای تاریخ افغانستان: دوران محمدظاهرشاه - ۸/۱۱/۱۹۳۳ محمد ظاهر به حیث پادشاه افغانستان تعین گردید. - ۲۸/۹/۱۹۳۴ افغانستان به عضویت سازمان نو تشکیل جامعه ملل درآمد. - ۳/۳/۱۹۳۷ نشر فرمان شاهی راجع به تعمیم زبان پشتو - ۷/۷/۱۹۳۷ پیمانی میان نمایندگان چهار کشور افغانستان ایران ترکیه و عراق به منظور استقرار صلح و امنیت در شرق نزدیک عدم تعرض تشدید روابط و همکاری‌های متقابل در ده ماده در قصر سعدآباد به امضا رسید. - ۱۶/۶/۱۹۴۶ معاهدهٔ سرحدی بر مبنای خط تالویگ بین افغانستان و شوروی - ۹/۱۱/۱۹۴۶ افغانستان به عضویت سازمان ملل متحد درآمد. - ۲۶/۴/۱۹۶۰ وفات امان‌الله شاه - ۱۵/۱۰/۱۹۶۷ افتتاح ستره محکمه (دادگاه عالی) - ۱۷/۷/۱۹۷۳ کودتای سردار محمد داود |
| ۱۷ ژوئیه ۱۹۷۳ تا ۲۷ آوریل ۱۹۷۸                  | ۲۶ سرطان ۱۳۵۲ تا ۷ ثور ۱۳۵۷ هجری شمسی                   | محمد داود خان    | - ۱۸/۷/۱۹۷۳ تعیین محمد داود خان به حیث رئیس دولت و صدراعظم - ۲۲/۸/۱۹۷۳ محمد داود خان رئیس‌جمهور افغانستان طی بیانیه‌ای خط مشی نظام جمهوری را بیان کرد. - ۲۱/۹/۱۹۷۳ محمد هاشم میوندوال صدراعظم پیشین افغانستان به اتهام کودتا علیه نظام دستگیر شد. - ۱/۱۰/۱۹۷۳ رادیو کابل اعلان کرد که محمد هاشم میوندوال در سلول زندان خود کشی کرده‌است. - ۲۱/۲/۱۹۷۴ انعقاد کنفرانس کشورهای اسلامی در لاهور - ۴/۵/۱۹۷۴ استاد غلام محمد نیازی رهبر نهضت اسلامی و عده‌ای از طرفدارانش توسط پولیس و قوای امنیتی دستگیر شد. - جون ۱۹۷۴ مسافرت رئیس دولت به مسکو - ۴/۶/۱۹۷۴ محمد داود خان رئیس‌جمهور افغانستان بیرق جدید را بر فراز قصر ریاست جمهوری برافراشت. - نوامبر ۱۹۷۴ مسافرت کیسینجر وزیر خارجهٔ آمریکا به کابل - آوریل ۱۹۷۵ مسافرت رئیس دولت به تهران - ۲۱/۵/۱۹۷۵ اعضای نهضت اسلامی افغانستان بالای ولسوالی سرخرود ولایت ننگرهار حمله نموده دوایر دولتی را اشغال و بعد از زد و خورد اندکی فرار کردند. - ۲۲/۷/۱۹۷۵ قیام پنجشیر و نقاط دیگر - ۲۷/۹/۱۹۷۵ ترمیم کابینه و اخراج بعضی از پرچمیان - ۹/۱۲/۱۹۷۵ مسافرت پودگورنی رئیس‌جمهور شوروی به کابل - ۱۲/۳/۱۹۷۶ دانشگاه پنجاب هند سند دکترای افتخاری را به محمد داود خان رئیس‌جمهور افغانستان اهدا کرد. - ۲۱/۳/۱۹۷۶ آغاز پلان هفت ساله - ۷/۶/۱۹۷۶ مسافرت ذولفقار علی بوتو صدراعظم پاکستان به کابل - ۲۹/۶/۱۹۷۶ مسافرت محمد نعیم نمایندهٔ رئیس‌جمهور به آمریکا - ۳/۷/۱۹۷۶ مسافرت ایندیرا گاندی صدراعظم هند به کابل - ۲۰/۸/۱۹۷۶ مسافرت رئیس دولت به پاکستان - ۲۸/۱۲/۱۹۷۶ محمد داود خان رئیس‌جمهور افغانستان طی فرمانی از مردم خواست تا نمایندگان شان را برای لویه جرگه انتخاب نمایند. - ۲۶/۱/۱۹۷۷ نشر مسودهٔ قانون اساسی جدید - ۳۰/۱/۱۹۷۷ لویه جرگه بخاطر بحث روی قانون اساسی و انتخاب رئیس‌جمهور قانونی افغانستان دایر گردید و محمد داود خان آن را افتتاح کرد. - ۱۵/۲/۱۹۷۷ قانون اساسی جمهوری افغانستان در ۱۳ فصل و ۱۳۶ ماده از طرف اعضای لویه جرگه به تصویب رسید. - ۱۵/۲/۱۹۷۷ محمد داود خان از طرف اعضای لویه جرگه به حیث رئیس‌جمهور انتخاب شد. - ۲۴/۲/۱۹۷۷ قانون اساسی جدید افغانستان توسط رئیس‌جمهور توشیح شد. - ۱۲–۱۵ آوریل ۱۹۷۷ مسافرت دوم رئیس دولت به شوروی - ۵/۶/۱۹۷۷ مبادلهٔ اسناد قرارداد آب هلمند با ایران - ۹/۶/۱۹۷۷ مسافرت ذولفقار علی بوتو صدراعظم پاکستان به کابل - ۵/۷/۱۹۷۷ کودتای جنرال ضیاءالحق در پاکستان - ژوئیه ۱۹۷۷ اتحاد دوبارهٔ احزاب خلق و پرچم - ۱۶/۷/۱۹۷۷ اعلان تشکیل حزب دولتی انقلاب ملی - ۱۰/۱۰/۱۹۷۷ مسافرت جنرال ضیاءالحق رئیس حکومت نظامی پاکستان به کابل - ۱۶/۱۱/۱۹۷۷ علی احمد خرم وزیر پلان افغانستان در دفتر کارش به قتل رسید. - ۲/۴/۱۹۷۸ محمد داود خان جهت مذاکره با رهبران عربستان سعودی و کویت و مصر به آن کشورها سفر کرد. - ۱۷/۴/۱۹۷۸ میر اکبر خیبر یکی از رهبران جناح پرچم حزب دموکراتیک خلق افغانستان در کابل به قتل رسید. - ۱۹/۴/۱۹۷۸ هنگام انتقال جسد میر اکبر خیبر برای دفن هواد ران حزب دموکراتیک خلق افغانستان تظاهرات گسترده‌ای در شهر کابل براه انداختند. - ۲۶/۴/۱۹۷۸ رادیو کابل اعلان کرد که چند نفر به جرم توهین به دولت گرفتار شده‌اند. در میان گرفتار شدگان نورمحمد تره کی و ببرک کارمل رهبران حزب دمکراتیک خلق افغانستان نیز شامل بودند. - ۲۷/۴/۱۹۷۸ کودتای ۷ ثور: افسران و سربازان وفادار به حزب دموکراتیک خلق افغانستان به علیه محمد داود خان دست به کودتای نظامی زدند. - ۲۸/۴/۱۹۷۸ محمد داود خان با برادر و اعضای خانواده‌شان در قصر ریاست جمهوری از طرف کودتاچیان کشته شدند. |
| ۲۷ آوریل ۱۹۷۸ تا ۱۴ سپتمبر ۱۹۷۹                 | ۷ ثور ۱۳۵۷ تا ۲۳ سنبله ۱۳۵۸ هجری شمسی                   | نورمحمد تره‌کی    | - ۳۰/۴/۱۹۷۸ اولین فرمان شورای انقلابی صادر گردید. نام رسمی جمهوری افغانستان به جمهوری دموکراتیک خلق افغانستان تبدیل شد و نور محمد تره کی به حیث رئیس شورای انقلابی اعلام گردید. - ۳۰/۴/۱۹۷۸ اتحاد شوروی منحیث اولین کشور جمهوری دموکراتیک خلق افغانستان را به رسمیت شناخت. - ۱/۵/۱۹۷۸ فرمان شماره دوم شورای انقلابی صادر و طی آن کابینه جدید جمهوری خلق افغانستان اعلان گردید. - ۱۴/۵/۱۹۷۸ شورای انقلابی در سومین فرمان خویش قانون اساسی سال ۱۹۷۷ را ملغی اعلام کرد. - ۲۲/۵/۱۹۷۸ اهالی درهٔ ویگل نورستان با قیام علنی مخالفت شان را با حکومت جدید اظهار کردند. - جون ۱۹۷۸ مقرری رهبران پرچم به خارج - ۱۲/۶/۱۹۷۸ چهارمین فرمان شورای انقلابی مبنی بر تغیر بیرق و نشان دولتی افغانستان صادر گردید. - ۱۴/۶/۱۹۷۸ شورای ا انقلابی در پنجمین فرمان تابعیت یک عده از خانواده سلطنتی که به خانواده اهل یحیی مشهور شد سلب نمود. - ۱۲/۷/۱۹۷۸ نشر فرمان شمارهٔ ۶ راجع به طلب ملاکان بر دهقانان - ۱۷/۷/۱۹۷۸ بیرو سیاسی کمیته مرکزی حزب دموکراتیک خلق افغانستان تشکیل جلسه داد و عده‌ای از رهبران جناح پرچم را به عنوان سفرای کشورهای مختلف تعین نمود. - ۱۲/۷/۱۹۷۸ فرمان شماره شش حکومت مبنی بر الغای سود و سلم و طلب دهقانان بر مالکان زمین صادر گردید. - ۲۰/۷/۱۹۷۸ قیام مردم نورستان و کنر و برخوردشان با نیروی دولت - ۱۷/۸/۱۹۷۸ عبدالقادر وزیر دفاع، جنرال شاهپور احمدزی لوی درستیز و میر علی اکبر رئیس شفاخانه جمهوریت به راه‌اندازی کودتا متهم و به زندان انداخته شدند. - ۲۳/۸/۱۹۷۸ عده‌ای از رهبران جناح پرچم به اتهام دست داشتن در کودتا علیه حکومت نور محمد تره کی دستگیر شدند. - ۹/۹/۱۹۷۸ جنرال ضیاءالحق رئیس‌جمهور پاکستان به افغانستان آمده و با نور محمد تره کی ملاقات کرد. - ۱۷/۱۰/۱۹۷۸ فرمان شماره هفت حکومت راجع به مهر زنان اعلان گردید؛ که مبلغ سه صد افغانی می‌شد. - ۱۹/۱۰/۱۹۷۸ نور محمد تره‌کی بیرق جدید افغانستان را بر فراز قصر ریاست جمهوری برافراشت. - ۲۷/۱۱/۱۹۷۸ به اساس اعلان رادیو کابل شش تن از رهبران جناح پرچم به شمول ببرک کارمل که به حیث سفرای افغانستان در کشورهای مختلف ایفای وظیفه می‌کرد ند قصد توطئه علیه دولت را داشته از وظایف شان سبک دوش گردیدند. - ۲۸/۱۱/۱۹۷۸ فرمان شماره هشت حکومت درباره‌ای اصلاحات ارضی صادر شد. - ۵/۱۲/۱۹۷۸ قرارداد همه‌جانبه همکاری بین نور محمد تره کی و لئونید برژنف در مسکو به امضا رسید. - ۱۱/۲/۱۹۷۹ پیروزی انقلاب اسلامی و سقوط نظام شاهنشاهی در ایران (۲۲ بهمن ۱۳۵۷) - ۱۳/۲/۱۹۷۹ عده‌ای از علما دینی افغانستان در شهر پیشاور پاکستان دور هم جمع شده فتوای جهاد علیه حکومت کابل را صادر کردند. - ۱۴/۲/۱۹۷۹ ادلف دابس سفیر ایالات متحده آمریکا در شهر کابل به قتل رسید. - ۲۵/۲/۱۹۷۹ قیام مردم درهٔ صوف - ۱۵–۲۰ مارس ۱۹۷۹ فیام هرات (۲۴–۲۹ حوت ۱۳۵۷) - ۱۵/۳/۱۹۷۹ افسران و سربازان حکومتی و مردم سلحشور هرات علیه حکومت نور محمد تره کی قیام نموده دوایر و تأسیسات نظامی را تصرف و ده‌ها افسر طرفدار حکومت و مشاورین روس آنجا را کشتند. در این قیام خونین بیست و جهار هزار تن از مردمان هرات شهید شدند روح این آزاد مردان شاد باد. - ۱۷/۳/۱۹۷۹ نور محمد تره کی در یک تماس تلفنی از الکس کاسگین صدراعظم وقت شوروی خواست تا با ارسال سرباز و اسلحه قیام کنندگان را در هرات سرکوب کنند. - ۲۷/۳/۱۹۷۹ حفیظ الله امین به حیث صدراعظم افغانستان تعین گردید. - ۲۷/۳/۱۹۷۹ عساکر و صاحب منصبان فرقه ننگرهار علیه حکومت کابل قیام کردند. - ۲۹/۵/۱۹۷۹ پوهاند غلام محمد نیازی رهبر نهضت اسلامی افغانستان با جمعی از هوادارانش در زندان پلچرخی اعدام شدند. - ۲۰/۵/۱۹۷۹ به‌دنبال اعدام اعضای نهضت اسلامی افغانستان قیامی در داخل زندان پلچرخی صورت گرفت که دست کم حدود یکصد و چهل تن از زندانی‌ها به جرم دست داشتن در قیام اعدام شدند. - ۲۳/۶/۱۹۷۹ مردم شهر کابل در منطقه جادهٔ میوند و چنداول دست به قیام عمومی زدند. - ۸/۸/۱۹۷۹ شورش بالاحصار کابل که به‌وسیله «گروه انقلابی خلقهای افغانستان» - ۱۵/۸/۱۹۷۹ شورش افسران و سربازان قرارگاه بالاحصار کابل علیه حکومت و شکست شورش. - ۱–۱۱ سپتمبر ۱۹۷۹ مسافرت تره کی به هاوانا پایتخت کوبا - ۱۴/۹/۱۹۷۹ زد و خوردی در داخل ارگ ریاست جمهوری میان طرفداران نور محمد تره کی و حفیظ الله امین بوقوع پیوست. |
| ۱۴ سپتمبر ۱۹۷۹ تا ۲۷ دسامبر ۱۹۷۹                | ۲۳ سنبله ۱۳۵۸ تا ۶ جدی ۱۳۵۸ هجری شمسی                   | حفیظ‌الله امین    | - ۱۶/۹/۱۹۷۹ برکناری نور محمد تره کی از مقام رهبری حزب و حکومت افغانستان اعلان شد و به جای آن حفیظ الله امین بر اریکه قدرت تکیه زد. - ۱۰/۱۰/۱۹۷۹ نور محمد تره کی بدست طرفداران حفیظ الله امین توسط بالشت خفه و بعداً رادیو کابل اعلان کرد که نور محمد تره کی در اثر مریضی درگذشت. - ۲۳/۱۰/۱۹۷۹ هجوم مجاهدین تره خیل بر میدان هوایی کابل - دسامبر ۱۹۷۹ جنگ شوروی در افغانستان - ۱۶/۱۲/۱۹۷۹ اتحاد شوروی چند واحد نظامی خود را در سرحدات افغانستان جابجا ساخت. - ۲۲/۱۲/۱۹۷۹ تعدادی از سربازان شوروی در میدان هوائی بگرام پیاده شدند. - ۲۵/۱۲/۱۹۷۹ آغاز فرودآمدن نیروی نظامی شوروی در میدان هوای کابل - ۲۷/۱۲/۱۹۷۹ سربازان شوروی به قصر دارالامان تپه تاج بیگ رادیو تلویزیون حمله کرده حفیظ الله امین با عده‌ای از اعضای خانواده و محافظین اش را کشتند. |
| ۲۷ دسامبر ۱۹۷۹ تا ۲۴ نوامبر ۱۹۸۶ میلادی         | ۶ جدی ۱۳۵۸ تا ۳ قوس ۱۳۶۵ هجری شمسی                      | ببرک کارمل       | - ۳۰/۱۲/۱۹۷۹ اولین کنفرانس مطبوعاتی ببرک کارمل پس از تجاوز شوروی بر افغانستان در قصر چهلستون کابل دایر گردید. - ۳۰/۱۲/۱۹۷۹ رادیو کابل اعلان کرد که حفیظ الله امین محاکمه و اعدام شد. - ۳۱/۱۲/۱۹۷۹ کابینه حکومت جدید اعلان گردید. ببرک کارمل به حیث منشی عمومی کمیته مرکزی حزب دموکراتیک افغانستان رئیس شورای انقلابی و نخست‌وزیر اعلان شد. - ۵/۱/۱۹۸۰ شورای امنیت سازمان ملل متحد روی مسله افغانستان تشکیل جلسه داد. از جمله پانزده عضو شورا سیزده آن از خروج فوری نیروهای شوروی را از افغانستان تقاضا کردند. - ۲۲/۲/۱۹۸۰ هزاران تن از اهالی شهر کابل به خیابان‌ها برآمده و با نعره‌های تکبیر مخالفت شان را با حضور نیروهای شوروی ابراز داشتند و هلیکوپترها و سربازان حکومتی بر آن‌ها تیراندازی کرده صدها کشته و زخمی بجا ماند. - ۲۱/۴/۱۹۸۰ ببرک کارمل بیرق جدید افغانستان را بر فراز قصر ریاست جمهوری برافراشت. - ۲/۳/۱۹۸۱ یک پروند طیاره خطوط هوائی پاکستان که از شهر کراچی پرواز کرده بود توسط افراد مسلح که خود را مربوط گروه الذوالفقار می‌نامیدند ربوده شده و به میدان هوائی کابل فرود آمد. - ۱۰/۶/۱۹۸۱ سلطان علی کشتمند به حیث صدراعظم افغانستان اعلان گردید. - ۱۵/۶/۱۹۸۱ کنگره مؤسس جبهه ملی پدر وطن در کابل دایر گردید. - ۱۱/۷/۱۹۸۱ حکومت کابل لایحه سابق را تعدیل و سن سربازی را پائین آورد. - ۲۰/۹/۱۹۸۱ رهبران مهاجرین و سران قومی افغانستان لویه جرگه خارج از کشور را در شهر کویته پاکستان دایر کردند تا راجع به زعامت جهاد و آینده کشور بحث و گفتگو کنند. - ۲۷/۱۲/۱۹۸۱ رونالد ریگان رئیس‌جمهور آمریکا پیشنهاد نمود که تا بیست و یک مارچ مطابق اول حمل بنام روز همبستگی با مردم افغانستان تجلیل شود. - ۲۱/۱۰/۱۹۸۲ احمد شاه مسعود قوماندان نیروهای مجاهدین برای نخستین بار از جامعه بین‌المللی تقاضا کرد تا به اهالی دره پنجشیر که به اثر جنگ‌های پی در پی دو سال گذشته و محاصره اقتصادی به خطر قحطی رو برواند هرچه زودتر کمک‌های غذائی ارسال کنند. - ۲۵/۱۱/۱۹۸۲ انفجار بمب مهیبی سینما پامیر کابل و ساختمان‌های اطراف آن را شدیداً تکان داد. - ۱۹/۱/۱۹۸۳ پروفسور صبغت الله مجددی رئیس اتحاد مجاهدین افغانستان از یک حادثه سوی قصد در پیشاور جان سالم بدر برد. - ۱/۱/۱۹۸۴ حکومت کابل لایحه جدید جلب عسکری را اعلان کرد. به اساس این تصمیم حکومت جوانان هجده ساله به خدمت زیر بیرق جلب شدند. - ۲۱/۴/۱۹۸۴ نیروهای شوروی و حکومت کابل هفتمین حمله وسیع شان را به دره پنجشیر آغاز کردند. - ۲۵/۲/۱۹۸۵ میخائیل گورباچف رهبر شوروی بیست و هفتمین کنگره حزب کمونیست شوروی را افتتاح کرد. در سخنرانی اش جنگ در افغانستان را زخم خونین برای اتحاد شوروی خواند. - ۲۳/۴/۱۹۸۵ ببرک کارمل جرگه رهبران قبایل را در کابل افتتاح کرد. - ۲۱/۴/۱۹۸۶ حکومت آمریکا دادن اسلحه ضد هوائی استینگر را به مجاهدین منظور کرد. - ۳/۵/۱۹۸۶ ببرک کارمل عنوانی کمیته مرکزی حزب دموکراتیک خلق افغانستان نامه‌ای نوشت و استعفای خویش را از سمت منشی عمومی کمیته مرکزی حزب تقاضا کرد. - ۴/۵/۱۹۸۶ پلنیوم هجدهم کمیته مرکزی حزب دموکراتیک افغانستان دایر گردید و دکتر نجیب الله به حیث منشی عمومی کمیته مرکزی حزب انتخاب شد. - ۱۸/۷/۱۹۸۶ محکمه‌ای در کابل دایر گردید و شش تن از قوماندانان ارشد مجاهدین هر یک احمد شاه مسعود و پناه خان قوماندانان ولایت پروان امیر اسماعیل خان و علاوه الدین خان قوماندانان ولایت هرات مولوی جلال الدین حقانی قوماندان ولایت پکتیا و سید منصور حسین یار قوماندان ولایت بغلان را غیاباً به اعدام محکوم کرد. - ۵/۱۱/۱۹۸۶ مجمع عمومی سازمان ملل متحد با اکثریت یکصد و بیست و دو رأی خروج شوروی از افغانستان را تقاضا نمود. - ۱۲/۱۱/۱۹۸۶ دکتر فیض احمد رهبر سازمان رهایی افغانستان با شش همرزمش در پیشاور پاکستان اختطاف و به قتل رسیدند. |
| ۲۴ نوامبر ۱۹۸۶ تا ۳۰ سپتمبر ۱۹۸۷ میلادی         | ۳ قوس ۱۳۶۵ تا ۸ میزان ۱۳۶۶ هجری شمسی                    | َحاجی محمد چمکنی  | - ۱/۱/۱۹۸۷ در کابل اعلان گردید که آتش‌بس یک جانبه میان حکومت کابل و مجاهدین سر از تاریخ پانزده ژانویه عملی می‌گردد. - ۴/۲/۱۹۸۷ مینا کشور کمال رهبر اولین سازمان فمینیست افغان به نام جمعیت انقلابی زنان افغانستان در شهر کویته پاکستان به‌وسیله جاسوسان خاد به قتل رسید. - ۲۰/۷/۱۹۸۷ دکتر نجیب الله رئیس‌جمهور افغانستان با میخائیل گورباچف در مسکو ملاقات نمود. - ۱۱/۷/۱۹۸۷ اجتماع بزرگی از قوماندانان مجاهدین افغانستان به ریاست امیر اسماعیل خان در یکی از نقاط کوهستانی ولایت غور تشکیل شد. این اجتماع بنام جلسه ساغر شهرت یافت. |
| ۳۰ سپتمبر ۱۹۸۷ تا ۱۶ آوریل ۱۹۹۲ میلادی          | ۸ میزان ۱۳۶۶ تا ۲۷ حمل ۱۳۷۱ هجری شمسی                   | َدکتر نجیب‌الله    | - ۳۰/۱۱/۱۹۸۷ لویه جرگه در شهر کابل تشکیل شد تا روی قانون اساسی جدید افغانستان بحث کند. - ۱۴/۴/۱۹۸۸ توافقات جنوا بین نمایندگان افغانستان پاکستان اتحاد شوروی و آمریکا به امضا رسید. - ۱۵ می۱۹۸۸–۲ فوریه ۱۹۸۹ خروج قوای شوروی از افغانستان - ۱۵/۵/۱۹۸۸ به‌دنبال امضای موافقات جنوا اولین دسته از سربازان شوروی جلال‌آباد را به قصد شوروی ترک کردند. - ۱۸/۵/۱۹۸۸ با عبور کاروان سربازان شوروی از پل دریای آمو سلسله خروج نیروهای آن کشور از افغانستان آغاز یافت. - ۲۷/۵/۱۹۸۸ محمد حسن شرق به حیث صدراعظم افغانستان تعین گردید. - ۲۷/۱/۱۹۸۹ اکثر کشورهای غربی و جاپان سفارت خانه‌های شان را در کابل بستند. - ۱۵/۲/۱۹۸۹ با عبور جنرال بوریس گروموف فرمانده لشکر چهلم نیروی شوروی از پل آمو حضور عساکر آن کشور در افغانستان به پایان رسید. - ۲۰/۲/۱۹۸۹ سلطان علی کشتمند بار دوم به حیث صدراعظم افغانستان تعین شد. - ۲۱/۲/۱۹۸۹ حکومت کابل حالت اضطرار اعلان کرد. - ۷/۳/۱۹۸۹ حمله بزرگ مجاهد ین بخاطر تسخیر شهر جلال‌آباد آغاز شد. - ۱۰/۳/۱۹۸۹ اولین جلسه کابینه حکومت موقت مجاهدین افغانستان در منطقه شیوه مربوط ولایت پکتیا برگزار شد. - ۱۰/۳/۱۹۸۹ عربستان سعودی منحیث اولین کشور حکومت موقت مجاهدین را به رسمیت شناخت. - ۷/۴/۱۹۸۹ آمریکا شخصی بنام پیتر تامسن را به حیث سفیر آن کشور نزد مجاهدین افغانستان معرفی کرد. - ۲۰/۵/۱۹۸۹ دکتر نجیب الله لویه جرگه را که در کابل ترتیب یافته بود افتتاح کرد. - ۵/۸/۱۹۸۹ گلبدین حکمتیار طی کنفرانس مطبوعاتی حکومت موقت مجاهدین را بی‌اعتبار خوانده و از عهده وزارت خارجه مجاهدین استعفا کرد. - ۶/۳/۱۹۹۰ جنرال شهنواز تنی وزیر دفاع افغانستان دست به کودتا نافرجام زد. - ۷/۳/۱۹۹۰ شهنواز تنی با عده‌ای از رهبران کودتا نا فرجام توسط طیاره نظامی از افغانستان فرار و به پاکستان رفت. - ۷/۵/۱۹۹۰ فضل حق خالق‌یار به حیث صدراعظم افغانستان تعین شد. - ۲۸/۵/۱۹۹۰ لویه جرگه در کابل دایر شد تا روی تعدیلات قانون اساسی بحث و گفتگو کند. - ۱۱/۱۱/۱۹۹۰ پروفسور مجددی رئیس حکومت موقت مجاهدین عازم جبهات ولایت هرات شد. - ۳۱/۳/۱۹۹۱ شهر خوست بدست مجاهدین سقوط کرد. - ۱۹/۵/۱۹۹۱ قوای عظیمی از نیروهای زمینی و هوایی حکومت کابل بر مرکز فرماندهی امیر اسماعیل خان در ولایت هرات حمله کردند. این حمله به بعد از شش ماه جنگ سخت به شکست نیروهای حکومتی منجر شد. - ۲۱/۵/۱۹۹۱ سرمنشی ملل متحد طرح پنج فقره‌ای را برای حل منازعات افغانستان پیشنهاد کرد. - ۱۳/۹/۱۹۹۱ وزرای خارجه آمریکا و شوروی قطعنامه‌ای را به تصویب رساندند که به اساس آن قطع ارسال اسلحه به طرفین درگیر افغانستان از اول ژانویه سال نود و دو عملی گردد. - ۵/۱۱/۱۹۹۱ یک خبرنگار پرتغالی هنگام مصاحبه با محمد ظاهرشاه سابق افغانستان در منزلش حومه شهر روم ایتالیا با چاقو حمله کرد - شاه سابق با برداشتن جراحات جزئی جان به سلامت برد. - ۱۱/۱۱/۱۹۹۱ نخستین هیئت مجاهدین به سرپرستی برهان الدین ربانی بنابه دعوت حکومت شوروی برای بار اول به مسکو رفت. - ۱۵/۱۱/۱۹۹۱ اعلامیه مشترکی هیئت مجاهدین و مقامات شوروی در شهر مسکو به نشر رسید. - ۱۵/۱/۱۹۹۲ افسران و سربازان اردوی حکومت افغانستان در شهرک مرزی حیرتان به رهبری جنرال عبدالمومن علیه حکومت دکتر نجیب الله قیام کردند. - ۱۵/۳/۱۹۹۲ ولایت سمنگان بدست مجاهدین سقوط کرد. - ۱۸/۳/۱۹۹۲ شهر مزار شریف با همکاری جنرال دوستم و مجاهدین از تصرف حکومت مرکزی افغانستان بیرون شد. - ۲۰/۳/۱۹۹۲ گروه‌های مخالف دکتر نجیب در شهر مزار شریف تجمع و سازمان جنبش اسلامی افغانستان را به رهبری جنرال دوستم بنهاد نهادند. - ۱۴/۴/۱۹۹۲ مجاهدین تحت فرمان قهرمان احمدشاه مسعود کنترل میدان نظامی بگرام را بدست گرفتند. - ۱۶/۴/۱۹۹۲ عبدال‌وکیل وزیر خارجه حکومت کابل به پروان رفت تا با احمدشاه مسعود دربارهٔ انتقال قدرت به مجاهدین مذاکره نماید. - ۱۶/۴/۱۹۹۲ دکتر نجیب الله به دفتر سازمان ملل متحد در کابل پناه برد. |
| ۲۷ آوریل ۱۹۹۲ تا ۲۶ سپتمبر ۱۹۹۶ میلادی          | ۷ ثور ۱۳۷۱ تا ۵ میزان ۱۳۷۵ هجری شمسی                    | مجاهدین          | - ۱۸/۴/۱۹۹۲ ولایت هرات بدست مجاهدین به رهبری امیر اسماعیل خان فتح شد. - ۲۰/۴/۱۹۹۲ مجاهدین از گروه‌های مختلف شهر قندهار را تسلیم شدند. - ۲۳/۴/۱۹۹۲ شهرهای جلال‌آباد، گردیز، مهترلام و قلعه نو تسلیم مجاهدین شد. - ۲۴/۴/۱۹۹۲ رهبران مجاهدین افغانستان بالای طرحی موافقت کردند که به اساس آن صبغت الله مجددی برای دو ماه به حیث رئیس حکومت انتقالی افغانستان تعین شد. - ۲۵/۴/۱۹۹۲ گروه‌های مختلف مجاهدین اداره شهر کابل را بدست گرفتند و هم‌زمان به آن دور جدیدی از جنگ‌های داخلی بر سر قدرت شروع شد. - ۲۵/۴/۱۹۹۲ اولین اعلامیه دولت موقت اسلامی افغانستان مبنی بر امنیت شهر کابل صادر شد. هم‌زمان با صادر شدن ا علامیه جنگ میان نیروهای حزب اسلامی و متحدین جمیعت در اکثر نقاط جنوبی شهر کابل شروع شد و حزب اسلامی مجبور به عقب‌نشینی با اطراف کابل گردید. - ۲۸/۴/۱۹۹۲ صبغت الله مجددی رئیس دولت موقت اسلامی افغانستان با کاروان مجاهدین وارد شهر کابل شد. - ۲۸/۴/۱۹۹۲ مراسم انتقال قدرت به مجاهدین در تالار و زرات خارجه گشایش یافت و فضل حق خالق‌یار صدراعظم دوران حکومت دکتر نجیب الله رسماً حکومت را به آقای مجددی تسلیم کرد. - ۲/۵/۱۹۹۲ کابینه جدید حکومت مجاهدین اعلان شد. - ۲۲/۵/۱۹۹۲ صبغت الله مجددی رئیس حکومت موقت افغانستان به ولایت مزار شریف رفته و در آنجا رتبه سترجنرالی را به عبدالرشید دوستم اهدا کرد. - ۲۸/۶/۱۹۹۲ صبغت الله مجددی زمام امور را به شواری قیادی تسلیم کرد و شورای قیادی برهان الدین ربانی را به حیث رئیس حکومت موقت مجاهدین برگزید. - ۶/۹/۱۹۹۲ برای اولین بار سه نفر به اتهام سرقت و قتل در پارک زرنگار کابل در ملاء عام به دار آویخته شدند. - ۱۱/۱۲/۱۹۹۲ روز ماتم ملی بخاطر کشته شدگان جنگ‌های اخیر ایکه بین مجاهدین در شهر کابل اتفاق افتاد تجلیل شد. - ۳۱/۱۰/۱۹۹۲ مدت ریاست جمهوری استاد ربانی خاتمه یافت ولی انتقال قدرت تا برگزاری شورای اهل حل و عقد به تأخیر افتاد. - ۲۹/۱۲/۱۹۹۲ شورای اهل حل و عقد در شهر کابل دایر گردید. - ۳۰/۱۲/۱۹۹۲ شورای اهل حل و عقد استاد برهان الدین ربانی را به حیث رئیس‌جمهور حکومت مجاهدین انتخاب نمود. - ۸/۳/۱۹۹۳ رهبران مجاهدین افغانستان بعد از امضا موافقتنامه اسلام‌آباد عازم مکه مکرمه شدند. - ۲۱/۲/۱۹۹۴ سه تبعه افغان بس حامل شاگردان یک مکتب در پیشاور را به گروگان گرفتند. - ۲۲/۲/۱۹۹۴ ربایندگان بس حامل هفتاد و چهار شاگرد مکتب که به اسلام‌آباد رسیده بودند خواستار ارسال مواد غذائی به شهر جنگ زده کابل شدند. - ۲۰/۷/۱۹۹۴ به ابتکار امیر اسماعیل خان والی هرات شورای با اشتراک شخصیتهای سیاسی علمی فرهنگی و نظامی خارج و داخل کشور در شهر هرات دایر شد تا راه‌های بیرون رفت از بحران افغانستان را بررسی کنند. - ۱/۱۰/۱۹۹۴ کاروان مواد تجارتی پاکستان از طرف قوماندانان مجاهدین قندهار توقف داده شد. - ۱۰/۱۰/۱۹۹۴ گروهی که خود را طالبان می‌نامیدند به شهر سرحدی اسپین بولدک حمله کرده و آ نرا تصرف نمودند. - ۵/۱۱/۱۹۹۴ گروه نو بنهاد طالبان اکثر مناطق ولایت قندهار را تصرف نمودند. - ۱۲/۱۱/۱۹۹۴ گروه طالبان کنترل کامل ولایت قندهار را بدست گرفته و مجاهدین قندهار به طرف هرات فرار نمودند. - ۱۰/۲/۱۹۹۵ ولایت میدان وردگ بعد از درگیری مختصری به دست طالبان سقوط کرد. - ۱۱/۲/۱۹۹۵ طالبان کنترل کامل ولایت لوگر را به دست گرفتند. - ۱۹/۲/۱۹۹۵ طالبان کنترل شهر خوست را بدست گرفتند. - ۱۱/۳/۱۹۹۵ عبدالعلی مزاری رهبر حزب وحدت اسلامی که به اسارت طالبان درآمده بود در ولایت میدان وردگ به قتل رسید. - ۹/۴/۱۹۹۵ طیارات روسی بازار تالقان را به شدت بمباران کردند. - ۱۷/۴/۱۹۹۵ طالبا ن حمله وسیع را بخاطر تصرف ولایت فراه آغاز کردند. - ۵/۹/۱۹۹۵ شهر هرات بدست طالبان سقوط کرد. - ۲۶/۶/۱۹۹۶ گلبدین حکمتیار که به حیث صدراعظم افغانستان تعین شد ه بود به شهر کابل رسید. - ۶/۷/۱۹۹۶ صدراعظم و وزرا جدید اهدا سوگند را به جا آوردند. - ۱۱/۹/۱۹۹۶ شهر جلال‌آباد بدست طالبان افتاد. |
| ۲۷ سپتمبر ۱۹۹۶ تا ۱۲ نوامبر ۲۰۰۱                | ۶ میزان ۱۳۷۵ تا ۲۱ عقرب ۱۳۸۰ هجری شمسی                  | طالبان           | - ۲۷/۹/۱۹۹۶ شهر کابل توسط طالبان فتح شد. دکتر نجیب الله رئیس‌جمهور پیشین افغانستان توسط چند مرد مسلح از دفتر سازمان ملل متحد در کابل بیرون کشیده و به محل نامعلوم برده شد. - ۲۷/۹/۱۹۹۶ دکتر نجیب الله و برادرش احمدزی و یاوراش به قتل رسیده و اجسادشان در چهارراهی آریانا بدار آویخته شد. - ۱/۱۲/۱۹۹۶ ببرک کارمل رئیس‌جمهور افغانستان در شهر مسکو وفات یافت. - ۱۸/۵/۱۹۹۷ جنرال عبدالملک ر ئیس سیاسی جنبش اسلامی افغانستان علیه جنرال دوستم رهبر آن گروه قیام نمود و اداره مزار شریف را بدست گرفت. - ۲۴/۵/۱۹۹۷ شهر مزار شریف بدست طالبان افتاد. - ۲۶/۵/۱۹۹۷ قیام عمومی علیه طالبان در شهر مزار شریف آغاز گردید. - ۲۷/۵/۱۹۹۷ طالب‌ها بعد از تلفات سنگینی که بر نیروهای شان به وجود آمد از ولایات شمالی کشور عقب‌نشینی کردند. - ۲۶/۱۰/۱۹۹۷ اداره طالب‌ها نام رسمی کشور را به امارات اسلامی افغانستان تبدیل کردند. - ۱۳/۱/۱۹۹۸ یک فروند طیاره مسافربری مربوط آریانا در نزدیکی شهر کویته پاکستان سقوط کرد. - ۲۳/۱/۱۹۹۸ دکتر محمد یوسف صدراعظم سابق افغانستان در آلمان وفات یافت. - ۴/۲/۱۹۹۸ در اثر زلزله شدید در ولایت تخار حداقل پنج هزار تن جان خود را از دست دادند. - ۱۹/۳/۱۹۹۸ یک بال طیاره بوئینگ مربوط شرکت هوائی آریانا در جنوب ولایت کابل سقوط کرد. - ۲۹/۴/۱۹۹۸ مذاکرات میان نمایندگان طالبان و علمای جبهه متحد در اسلام‌آباد آغاز شد. - ۸/۸/۱۹۹۸ طالبان برای بار دوم کنترل شهر مزار شریف را بدست گرفتند. - ۸/۸/۱۹۹۸ نه دیپلمات و یک خبرنگار ایرانی در کنسولگری آن‌ها در شهر مزار شر یف توسط طالبان به قتل رسیدند. - ۱۱/۸/۱۹۹۸ شهر تالقان ولایت تخار بدست طالبان افتاد. - ۸/۸/۱۹۹۸ طالبان دست به قتل‌عام اهالی و افراد مسلح مزار شریف زدند. - ۲۰/۸/۱۹۹۸ دو اردوگاه نظامی در ولایت خوست و ننگرهار هدف حملات موشکی آمریکا قرار گرفت. - ۱/۹/۱۹۹۸ دولت اسلامی ایران اعلان کرد که یک مانور بزرگ نظامی را در سرحدات افغانستان اجرا خواهد کرد. - ۱۳/۹/۱۹۹۸ ولایت بامیان بدست طالبان تصرف شد. - فوریه ۱۹۹۹ طالبان سر مجسمه بامیان را منهدم ساختند. - ۱۸/۷/۱۹۹۹ ملا محمد عمر رهبر طالبان طی اعلامیه‌ای تحریم آمریکا علیه طالبان را محکوم کرد - ۲۷/۷/۱۹۹۹ طالبان حمله وسیع را بخاطر تصرف ولایات شمال کابل براه انداختند. - ۱۵/۱۰/۱۹۹۹ به‌دنبال تحریم اقتصادی طالبان پرواز هواپیماهای آریانا به خارج کشور ممنوع اعلان گردید. - ۲۵/۱۰/۱۹۹۹ سازمان ملل متحد اعتبار حکومت برهان الدین ربانی را به حیث دولت قانونی افغانستان برای یکسال دیگر تمدید کرد. - ۱۸/۳/۲۰۰۰ رادیوی طالبان در کابل اعلان کرد که مراسم سال نو خلاف شریعت اسلامی است و نباید تجلیل گردد. - ۲۶/۳/۲۰۰۰ امیر اسماعیل خان والی سابق هرات از زندان طالبان در قندهار فرار کرد. - ۲۶/۲/۲۰۰۱ رادیو طالبان در کابل فتوایی را به نشر رسانید که بر اساس آن باید تمام مجسمه‌ها در افغانستان نابود گردد. - ۹/۳/۲۰۰۱ طالبان مجسمه‌های بامیان را که یکی از جمله آثار باستانی نایاب در جهان بود تخریب کردند. - ۳/۴/۲۰۰۱ احمد شاه مسعود به دعوت مقامات پارلمان اروپائی به آن قاره سفر کرد. - ۹/۹/۲۰۰۱ احمد شاه مسعود در منطقه خواجه بهاالدین ولایت تخار توسط دو نفر عربی که خود را خبرنگار معرفی کرده بودند به قتل رسید. - ۲۵/۹/۲۰۰۱ طالبان سفارت آمریکا را در کابل به آتش کشیدند. - ۷/۱۰/۲۰۰۱ تهاجم آمریکا به افغانستان - ۲۶/۱۰/۲۰۰۱ طالبان عبدالحق قوماندان سابق مجاهدین را اسیر و با همراهانش در ولایت لوگر اعدام کردند. - ۹/۱۱/۲۰۰۱ شهر مزار شریف بدست نیروهای جبهه متحد ملی افغانستان فتح شد. - ۱۲/۱۱/۲۰۰۱ آخرین پایگاه‌های نظامی طالبان در اطراف شهر کابل از دستشان درآمد. |
| ۲۲ دسامبر ۲۰۰۱ تا اکنون                         | ۱ جدی ۱۳۸۰ هجری شمسی تا اکنون                           | حامد کرزی        | - نوشتار اصلی: رویدادهای تاریخ افغانستان: دوران پس از طالبان - ۱۶/۱۱/۲۰۰۱ اولین دسته از سربازان بریتانیایی در میدان هوائی بگرام پیاده شدند. - ۵/۱۲/۲۰۰۱ حامد کرزی به حیث رئیس ادراه موقت افغانستان تعین گردید. - ۶/۱۲/۲۰۰۱ جلسه بن به پایان رسید. - ۷/۱۲/۲۰۰۱ نیروی‌های مخالف طالبان کنترل ولایت قندهار را بدست گرفتند. - ۲۱/۱۲/۲۰۰۱ اولین دسته از نیروهای حافظ صلح بین‌المللی به کابل رسیدند. - ۲۲ دسامبر ۲۰۰۱–۷ دسامبر ۲۰۰۴ دوران ریاست حامد کرزی بر حکومت انتقالی افغانستان - ۴/۱/۲۰۰۴ اعضای لویه جرگه تصویب قانون اساسی افغانستان پس از حدود ۳ هفته بحث و تبادل نظر و چند روز تنش بر سر برخی از مواد پیش‌نویس قانون اساسی بالاخره قانون اساسی جدید افغانستان را تصویب کردند. ۱۴/۹/۲۰۰۴ برکناری اسماعیل خان از سمت والی هرات - ۹/۱۰/۲۰۰۴ انتخابات ریاست جمهوری افغانستان - ۷/۱۲/۲۰۰۴ حامد کرزی، روز سه شنبه ۷ دسامبر به عنوان نخستین رئیس‌جمهور منتخب مردم افغانستان در قصر سلام‌خانه کابل سوگند یاد کرد. (۱۷ قوس ۱۳۸۳) - ۳/۵/۲۰۰۶ کابینه جدید افغانستان رسماً آغاز به کار کرد. - ۲۰/۸/۲۰۰۹ دومین دوره انتخابات ریاست جمهوری افغانستان و شوراهای ولایتی برگزار شد. - ۱۹/۱۱/۲۰۰۹ حامد کرزی، روز ۲۸ عقرب ۱۳۸۸ برای دومین بار به عنوان رئیس‌جمهور افغانستان سوگند یاد کرد. - ۵/۴/۲۰۱۴ سومین دوره انتخابات ریاست جمهوری افغانستان و شوراهای ولایتی برگزار شد. - ۲۱/۹/۲۰۱۴ توافق‌نامه ملی بین اشرف غنی و عبدالله عبدالله برای تشکیل دولت وحدت ملی امضا شد. - ۲۱/۹/۲۰۱۴ کمیسیون مستقل انتخابات افغانستان، اشرف غنی را به عنوان رئیس‌جمهور و عبدالله عبدالله را به عنوان رئیس اجرائیه دولت وحدت ملی اعلام کرد. - ۲۹/۹/۲۰۱۴ اشرف غنی به عنوان رئیس‌جمهور افغانستان در کاخ ریاست جمهوری سوگند یاد کرد. (۷ میزان ۱۳۹۳) |

## برگردانبروج دوازده‌گانهافغانستان به ماه‌های ایرانی
- حمل = فروردین
- ثور = اردیبهشت
- جوزا = خرداد
- سرطان = تیر
- اسد = مرداد
- سنبله = شهریور
- میزان = مهر
- عقرب = آبان
- قوس = آذر
- جدی = دی
- دلو = بهمن
- حوت = اسفند